# IJsberg B-15

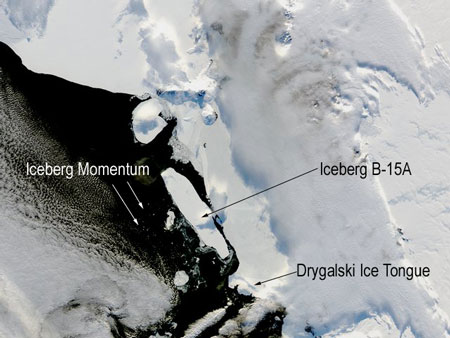
IJsberg B-15A in maart 2006.

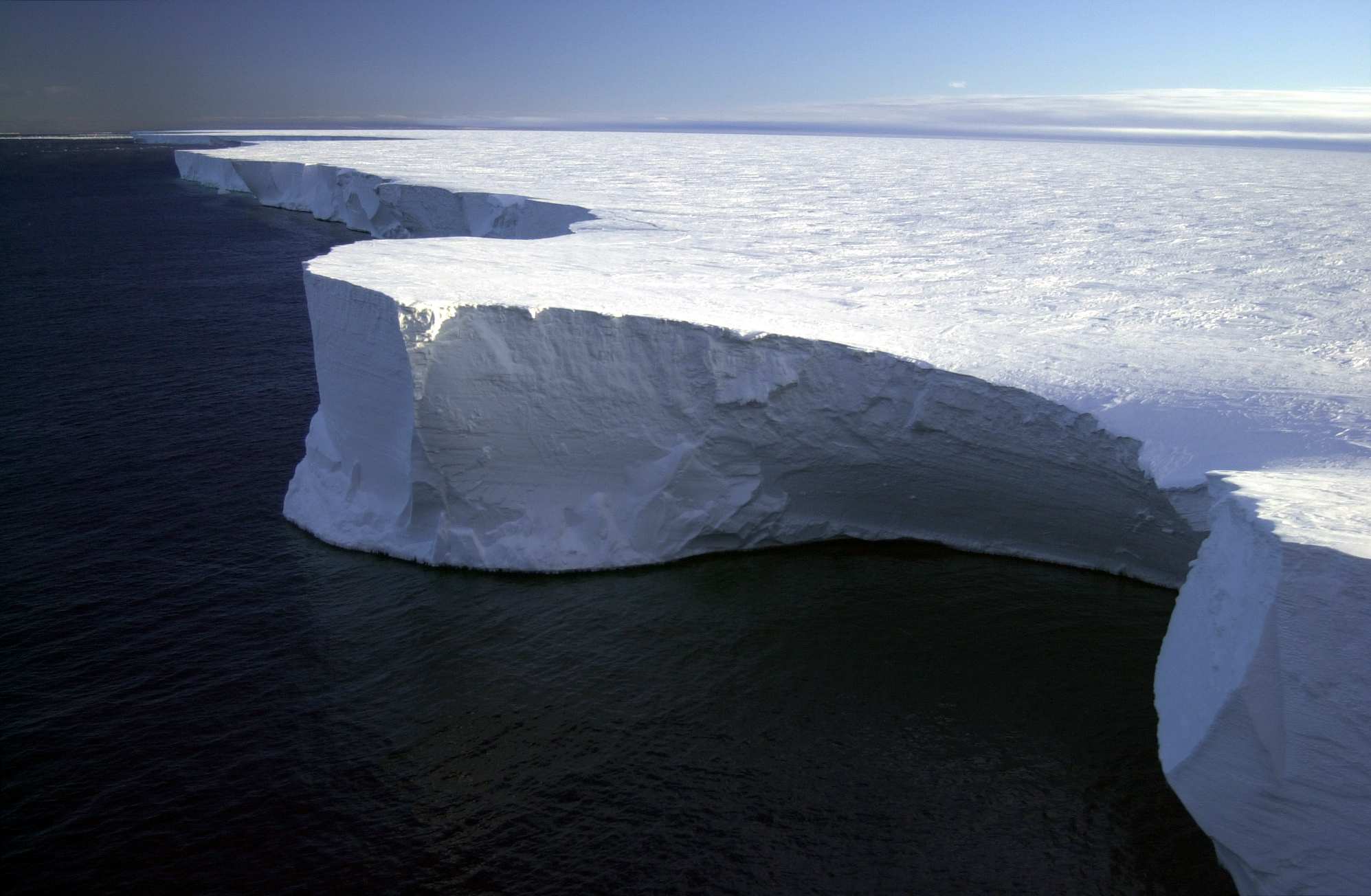
IJsberg B-15A in de Rosszee.

IJsberg B-15 is een ijsberg die in 2000 is afgebroken van het Rossijsplateau.
Op het moment dat hij losliet van het ijsplateau was hij ongeveer even groot als het eiland Jamaica, ongeveer 1/3e van het landoppervlak van Nederland. B-15A voorkwam dat oceaanstromingen en -winden in de zomer van 2004-2005 bijdroegen aan het smelten van het ijs in de McMurdo Sound. Tevens was hij een obstakel voor voorraadschepen om drie onderzoeksstations te benaderen.
In oktober 2005 kwam de reusachtige ijsberg B-15 in botsing met Kaap Adare, waarna hij in stukken brak. In maart en april 2006 botste een stuk van de ijsberg (genaamd B-15A) tegen de ijstong Drygalski. Hierdoor ontstonden er twee nieuwe ijsbergen. De lokale pinguïnpopulatie is mogelijk in gevaar gekomen, doordat de ijsbergen hen van de open zee afschermen. Stukken van B-15 zijn in november 2006 zelfs bij Timaru, Nieuw-Zeeland gezien. 